# Ojo de Agua, Tehuipango
Ojo de Agua är en ort i Mexiko.   Den ligger i kommunen Tehuipango och delstaten Veracruz, i den sydöstra delen av landet, 240 km öster om huvudstaden Mexico City. Ojo de Agua ligger 2 452 meter över havet och antalet invånare är 707.
Terrängen runt Ojo de Agua är huvudsakligen kuperad, men österut är den bergig. Ojo de Agua ligger uppe på en höjd. Runt Ojo de Agua är det ganska tätbefolkat, med 134 invånare per kvadratkilometer. Närmaste större samhälle är Tecpantzacoalco, 5,6 km söder om Ojo de Agua. Omgivningarna runt Ojo de Agua är en mosaik av jordbruksmark och naturlig växtlighet.